# Wet van behoud van impulsmoment
De wet van behoud van impulsmoment stelt dat als een voorwerp eenmaal in een bepaald tempo aan het draaien is, het de neiging heeft om die draaiing vol te houden. Er is een moment nodig, dus een niet-radiale externe kracht, een kracht die geen centrale kracht is, om dat te veranderen. Wordt dat moment niet geleverd, dan kan er geen verandering zijn van het impulsmoment en wordt dat behouden. Het is een van de behoudswetten waarop de klassieke mechanica is gebaseerd. De wet van behoud van impulsmoment is er de verklaring voor dat de omwentelingsas van een gyroscoop altijd in dezelfde richting staat en een tol lang blijft draaien totdat die omvalt.
Het impulsmoment {\displaystyle \mathbf {L} } is het kruisproduct van de afstand {\displaystyle \mathbf {r} } van de draaias tot het draaiende voorwerp en de impuls {\displaystyle \mathbf {p} =m\mathbf {v} }, met {\displaystyle \mathbf {v} } de  snelheid en {\displaystyle m} de massa:
{\displaystyle \mathbf {L} =\mathbf {r} \times \mathbf {p} =\mathbf {r} \times m\mathbf {v} }
Voor meer deeltjes worden de bijdragen gesommeerd:
{\displaystyle \mathbf {L} =\sum _{i}\mathbf {r} _{i}\times m_{i}\mathbf {v} _{i}}

## Behoud van impulsmoment
De wet van behoud van impulsmoment zegt dat voor een geïsoleerd systeem, dus een systeem dat aan zichzelf is overgelaten en waarop geen uitwendige krachten werken, het impulsmoment onveranderd blijft, zowel in grootte als in richting.

### Voorbeeld
Als een kunstschaatser een pirouette, een snelle ronddraaiende beweging maakt, zie je vaak dat de draaiing wordt ingezet met wijd uitgestrekte armen. Als de schaatser de armen intrekt wordt de draaiing enorm versneld. Dat is een direct gevolg van het behoud van de hierboven genoemde {\displaystyle \mathbf {L} }: de {\displaystyle m} blijft gelijk, de {\displaystyle \mathbf {r} }, de afstand van de armen tot het midden, wordt steeds kleiner, dus de {\displaystyle \mathbf {v} } wordt groter.
Dit is zelf uit te testen met bijvoorbeeld twee gewichtjes en een draaibare bureaustoel:
- Ga op de draaistoel zitten met gestrekte armen en begin rond te draaien, trek vervolgens de gewichten naar je toe en je zult een grotere draaisnelheid krijgen.

## Afleiding
Het impulsmoment van een massapunt verandert niet als er geen moment op wordt uitgeoefend. Dit kan als volgt worden afgeleid. De verandering van impulsmoment is:
{\displaystyle {\frac {\mathrm {d} \mathbf {L} }{\mathrm {d} t}}={\frac {\mathrm {d} \mathbf {r} }{\mathrm {d} t}}\times \mathbf {p} +\mathbf {r} \times {\frac {\mathrm {d} \mathbf {p} }{\mathrm {d} t}}}
Nu is: 
{\displaystyle {\frac {\mathrm {d} \mathbf {r} }{\mathrm {d} t}}=\mathbf {v} }
de snelheid van het massapunt en 
{\displaystyle {\frac {\mathrm {d} \mathbf {p} }{\mathrm {d} t}}=\mathbf {F} }
de kracht op het massapunt. De laatste betrekking is de tweede wet van Newton.
Dus:
{\displaystyle {\frac {\mathrm {d} \mathbf {L} }{\mathrm {d} t}}=\mathbf {v} \times \mathbf {p} +\mathbf {r} \times \mathbf {F} }
De eerste term draagt niet bij:
{\displaystyle \mathbf {v} \times \mathbf {p} =\mathbf {v} \times m\mathbf {v} =\mathbf {0} }
Dus:
{\displaystyle {\frac {\mathrm {d} \mathbf {L} }{\mathrm {d} t}}=\mathbf {r} \times \mathbf {F} =\mathbf {\tau } },
waarin {\displaystyle \mathbf {\tau } } het moment op het massapunt is. 
Indien {\displaystyle \mathbf {F} } nul is of in de richting van de draaias werkt is er geen moment, zodat
{\displaystyle {\frac {\mathrm {d} \mathbf {L} }{\mathrm {d} t}}=0}
Dus is {\displaystyle \mathbf {L} =\mathbf {r} \times \mathbf {p} } constant tijdens de beweging van het object. Het impulsmoment is behouden.